# Ewald Sprave

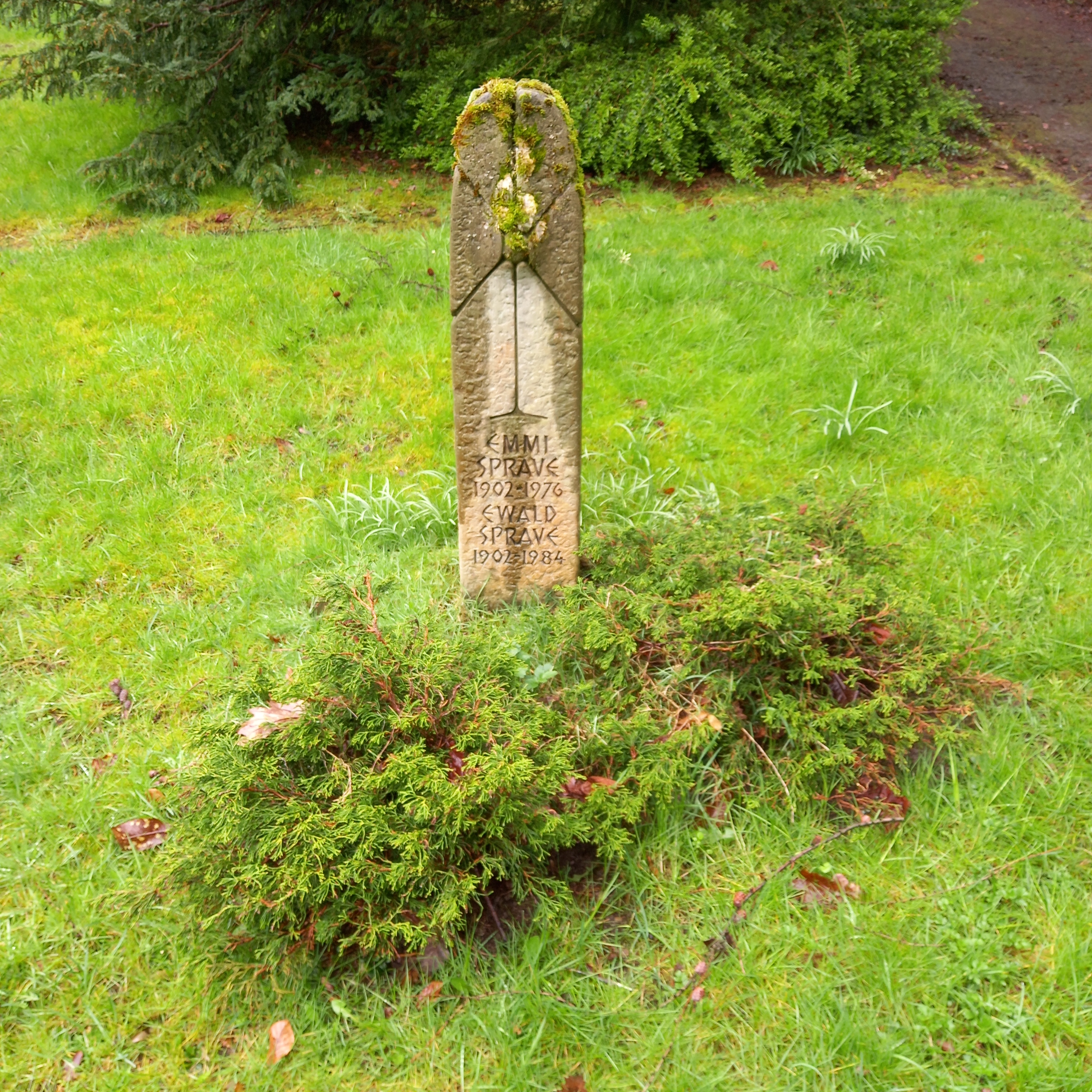
Das Grab von Ewald Sprave und seiner Frau Emmi auf dem Friedhof Großholthausen in Dortmund

Ewald Sprave (* 21. Dezember 1902 in Dortmund; † 21. August 1984) war ein sozialdemokratischer Kommunalpolitiker aus Dortmund und hatte von 1962 bis 1969 das Bürgermeisteramt der Stadt inne.

## Leben
Sprave war seit 1926 Mitglied der SPD und wurde 1933 in die Dortmunder Stadtverordnetenversammlung gewählt. Während der Zeit des Nationalsozialismus hatte er als Sozialdemokrat unter Repressionen und Verfolgung zu leiden.
Sprave wurde 1946 wieder in den Rat der Stadt Dortmund gewählt, dem er bis 1969 angehörte. 1962 wurde er zum Bürgermeister der Stadt Dortmund gewählt und war damit Stellvertreter von Oberbürgermeister Dietrich Keuning. Das Bürgermeisteramt bekleidete er bis 1969.
Für seine Verdienste wurde ihm der Ehrenring sowie die Stadtplakette der Stadt Dortmund verliehen. 1969 verlieh ihm die Ratsversammlung den Titel „Altbürgermeister“. Außerdem wurde in Menglinghausen der Ewald-Sprave-Weg nach ihm benannt.
Die SPD im Dortmunder Stadtbezirk Hombruch verleiht einmal jährlich den Ewald-Sprave-Preis für „mutiges und engagiertes Auftreten gegen Hass und Gewalt, für Toleranz, soziales Engagement und Menschenwürde“. 